# 643
سنة 643 م كانت سنة بسيطة تبدأ يوم الأربعاء (الرابط يظهر نموذج القويم الكامل للسنة) من التقويم اليولياني. بدأت تسمية السنة 643 منذ العصور الوسطى المبكرة، عندما أصبح تقويم أنو دوميني هو الأسلوب السائد في أوروبا لتسمية السنوات.

## أحداث
- بداية الفتح الإسلامي للمغرب في 643 والتي انتهت في 709.
- معركة أجنادين
- عمرو بن العاص يرسل مفرزة إلى صبراتة (الآن ليبيا). حيث يواجه مقاومة ضعيفة، ولكن سرعان ما تستسلم وتوافق على دفع الجزية.